# Phil Kearns
Pour les articles homonymes, voir Kearns.
Pas d'image ? Cliquez ici

a Compétitions nationales et continentales officielles uniquement.

b Matchs officiels uniquement.
Dernière mise à jour le 27 février 2016.
Philip Nicholas Kearns, né le 27 juin 1967 à Sydney, est un joueur australien de rugby à XV, qui joue talonneur avec l'équipe d'Australie de 1989 à 1999, obtenant 67 sélections dont dix en tant que capitaine. Il dispute trois éditions de la coupe du monde, remportant celles de 1991 et 1999.

## Biographie
Il a effectué son premier test match avec les Wallabies en août 1989 contre l'équipe de Nouvelle-Zélande et son dernier test match en octobre 1999 contre l'équipe d'Irlande.
Kearns a remporté les coupes du monde 1991 (6 matchs joués, dont la finale) et 1999 (2 matchs joués, mais pas la finale). Il a disputé aussi la coupe du monde de 1995 (4 matchs joués alors).
Il a joué trois matchs avec le XV mondial en avril 1992 contre la Nouvelle-Zélande.
Kearns a été dix fois capitaine des Wallabies.
Dans son pays, il joua pour les provinces de New South Wales Waratahs et de Randwick.
Aujourd'hui, Phil Kearns est commentateur sportif pour la télévision australienne.

## Palmarès
Phil Kearns compte 67 capes avec l'équipe d'Australie, dont 65 en tant que titulaire, entre le 5 août 1989 contre l'équipe de Nouvelle-Zélande et le 10 octobre 1999 contre l'équipe d'Irlande. Il inscrit 38 points, huit essais,. Il dispute dix de ses 67 sélections en tant que capitaine.
Il participe à trois éditions de la coupe du monde, remportant le titre de champion du monde lors des éditions 1991 et 1999. En 1991, il joue six rencontres, face à l'Argentine, les Samoa , le pays de Galles, l'Irlande, la Nouvelle-Zélande et l'Angleterre en finale. Quatre ans plus tard, en 1995, il participe aux rencontres face à l'Afrique du Sud, le Canada et l'Angleterre, l'Australie s'inclinant face à cette dernière en quart de finale. En 1999, il dispute deux rencontres, face à la Roumanie et l'Irlande.
Il participe à deux éditions du Tri-nations, en 1998 et 1999, disputant un total de sept rencontres.